# Cropia fuscoviridis
Cropia fuscoviridis är en fjärilsart som beskrevs av Paul Dognin 1909. Cropia fuscoviridis ingår i släktet Cropia och familjen nattflyn. Inga underarter finns listade i Catalogue of Life.